# 시몬 판 위트레흐트

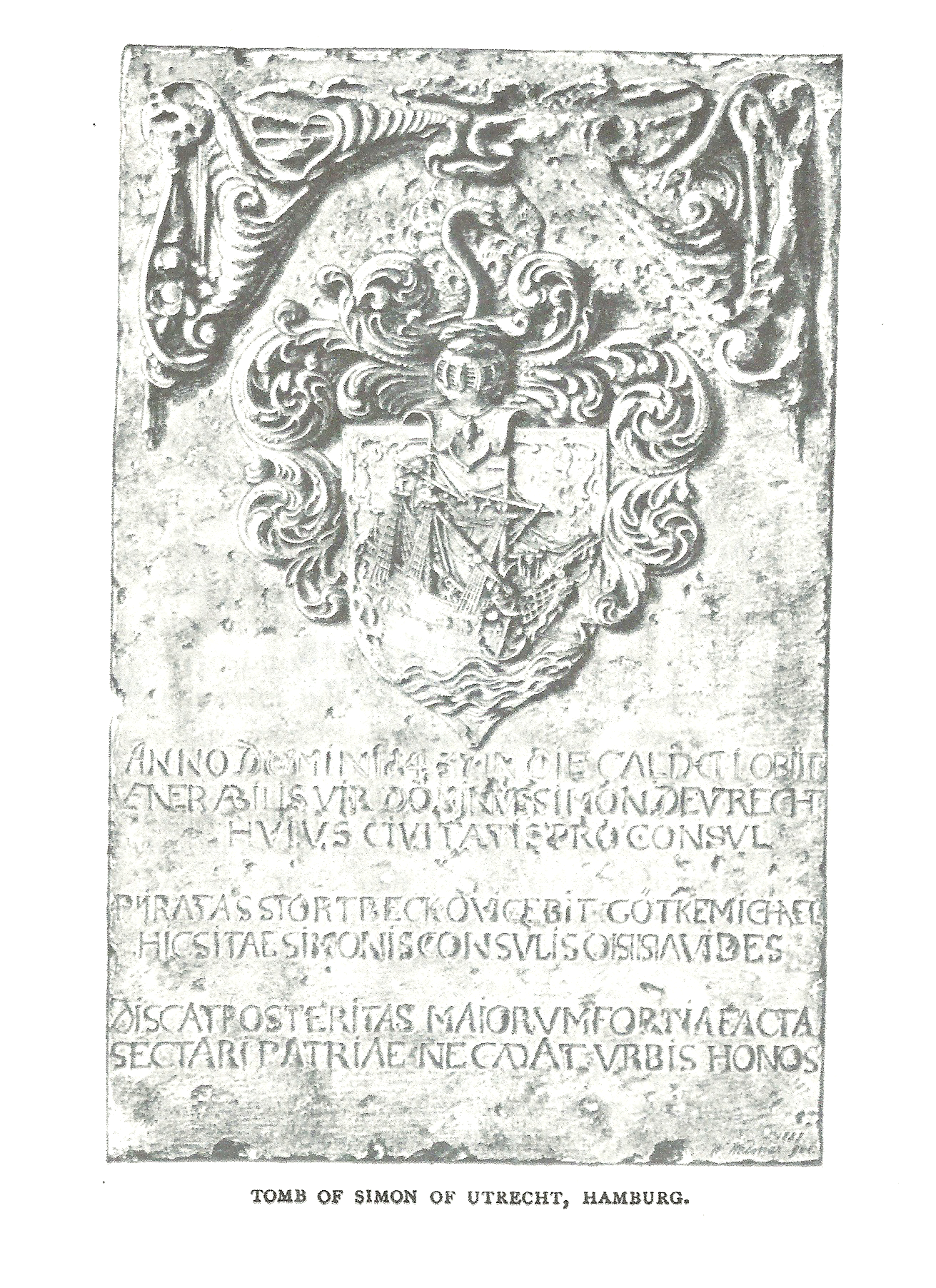
1889년 성 니콜라이 교회 밖에 있는 위트레흐트 기념비의 시몬 삽화.

시몬 판 위트레흐트(네덜란드어: Simon van Utrecht, ? ~ 1437년 10월 14일)는 중세 말기 한자동맹의 군함 함장이었다. 플란데런 출신으로 추측되나, 독일 함부르크로 이주하여 1400년 함부르크 시민권을 얻었다. 1401년 평등공유단 두령 클라우스 슈퇴르테베커를 붙잡은 것으로 유명해졌다.